# Municipio de Värmdö
Värmdö (en sueco: Värmdö kommun) es un municipio de la provincia de Estocolmo, Suecia, en las provincias históricas de Uppland y Södermanland. Su sede se encuentra en la ciudad de Gustavsberg. El municipio en su forma actual fue creado en 1974, cuando el viejo Värmdö se fusionó con Gustavsberg (que había sido separado de él en 1902) y Djurö.

## Geografía
El municipio está localizado principalmente en la parte sureste de la provincia histórica de Uppland, con una parte más pequeña (distrito de Nämdö) en el noreste de Södermanland. Consta de unas 10 000 islas, todas parte del archipiélago de Estocolmo. Las islas más grandes son Värmdö, Ingarö, Fågelbrolandet, Djurö/Vindö, Svartsö, Möja, Runmarö y Nämdö. Gustavsberg es la ciudad principal, y también hay varios pueblos y suburbios dispersos como Djurö, Stavsnäs, Mörtnäs, Hemmesta, Brunn, Strömma y Sandhamn.

## Localidades
Hay 17 áreas urbanas (tätort) en el municipio:
| #  | Tätort                         | Población |
| -- | ------------------------------ | --------- |
| 1  | Gustavsberg                    | 23 395    |
| 2  | Strömma                        | 2572      |
| 3  | Kopparmora                     | 2306      |
| 4  | Fågelvikshöjden                | 2261      |
| 5  | Stavsnäs                       | 1 903     |
| 6  | Djurö                          | 1457      |
| 7  | Brunn                          | 1270      |
| 8  | Långvik                        | 1227      |
| 9  | Norra Ingaröstrand y Skälsmara | 821       |
| 10 | Lugnet y Skälsmara             | 771       |
| 11 | Älvsala                        | 603       |
| 12 | Ängsvik                        | 444       |
| 13 | Norra Lagnö                    | 362       |
| 14 | Koviksudde y Skeviksstrand     | 320       |
| 15 | Betsede                        | 293       |
| 16 | Grönskan, Vedhamn y Baldersnäs | 274       |
| 17 | Norra Vindö                    | 255       |